# Dianna Ojo
Pour les articles homonymes, voir Ojo (homonymie).
Dianna Ojo est une ancienne joueuse autrichienne de volley-ball née le 21 octobre 1988 à Linz. Elle mesure 1,80 m et jouait au poste d'attaquante. Elle a totalisė 21 sélections en équipe d'Autriche.

## Clubs
| Club               | De        | À         |
| ------------------ | --------- | --------- |
| Fabasoft Linz Steg |           | 2004-2005 |
| SVS Post Schwechat | 2005-2006 | 2011-2012 |

## Palmarès
- Championnat d'Autriche
  - Vainqueur : 2006, 2007, 2008, 2009